# Wendy Noble

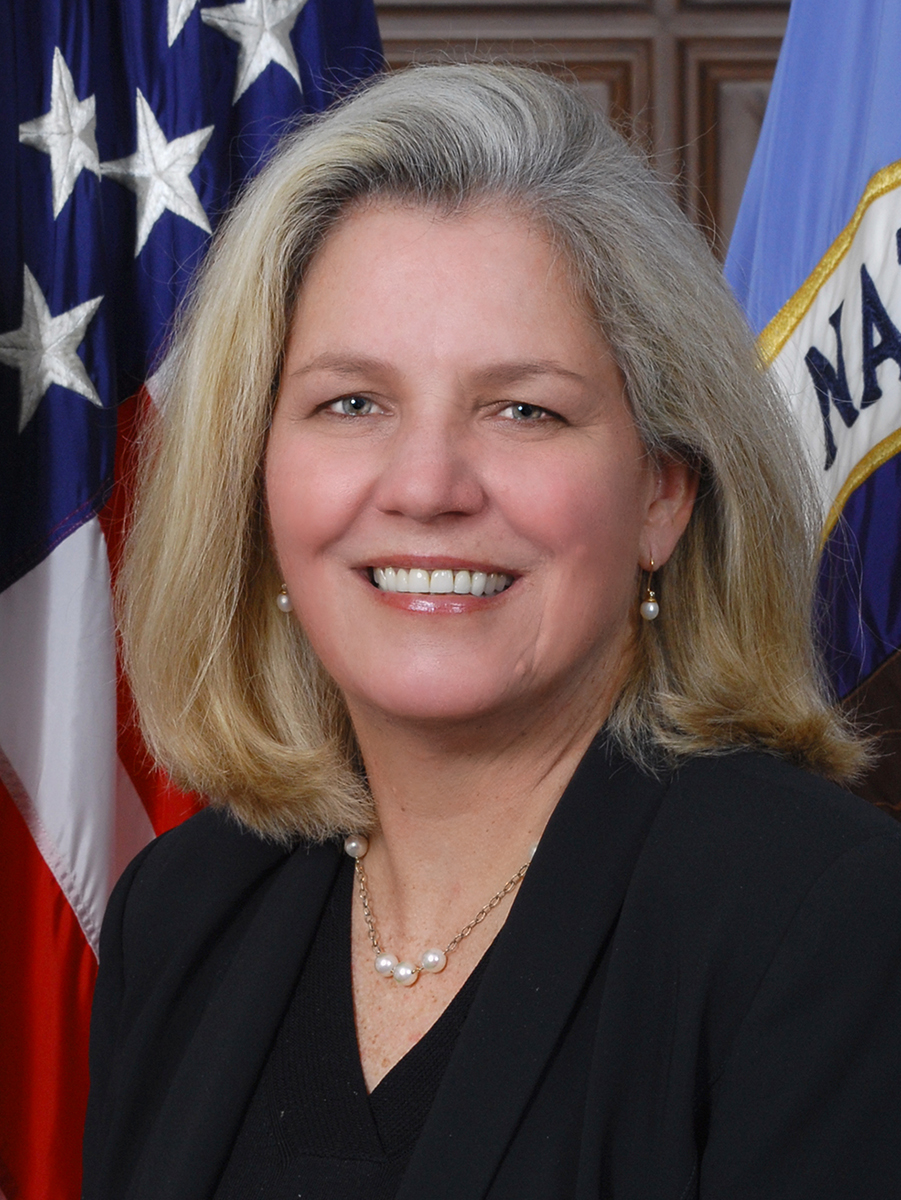
Wendy Noble (2023)

Wendy Noble ist eine US-amerikanische Kryptolinguistin. Bis zum April 2025 war sie stellvertretende Direktorin („Deputy Director“) der National Security Agency (NSA).

## Leben
Wendy Noble begann ihren Werdegang bei der NSA 1987 als Kryptolinguistin. Sie hatte hierbei vor allem Positionen inne, die sich mit der Sprachanalyse sowie analytischen und technischen Fragen von Datenerfassungsprogrammen befassen. Dabei war sie auch im Ausland eingesetzt.
Von 2019 bis 2022 war Noble bereits Exekutivdirektorin der NSA. US-Verteidigungsminister Lloyd Austin schlug Noble 2023 als stellvertretende Direktorin vor, was im August 2023 US-Präsident Joe Biden bestätigte. Als stellvertretende Direktorin, Chief Operating Officer und zugleich höchste zivile Beamte der Behörde verantwortete sie vor allem die Umsetzung der politisch vorgegebenen Strategie, die Organisation des Tagesbetriebes der NSA und die Führung der zivilen Angestellten und Beamten der NSA.
Am 3. April 2025 wurde sie von ihrem Posten abberufen. Nach Angaben der New York Times traf Präsident Donald Trump am Vortag Laura Loomer, eine ultrarechte politische Aktivistin, die dabei die Loyalität von mehreren Mitarbeiter aus dem Sicherheitsapparat zu Trump infrage gestellt hatte und die Entlassung forderte. Daraufhin habe Trump entschieden, den Direktor der NSA, Timothy D. Haugh, sowie seine Stellvertreterin Noble zu entlassen.